# 木村憲司
木村 憲司（きむら けんじ、1946年 - ）は、日本の建築家、登山家。日本モンブランクラブ会長、国際山岳救助委員会（IKAR-CISA）日本代表、シャモニーモンブランガイド組合日本代表を兼任。一級建築士。

## 経歴
東京都出身。
マッターホルン北壁、グランドジョラス北壁を始め、国内外の登山及び数多くの初登ルート開拓実績を持つ。
森田勝らと冬季アイガー北壁完登を目指すも、1970年1月24日、頂上直下300mの所で滑落、足を骨折する大怪我をし、ヘリコプターで救助される。救助活動のため、グリンデルワルト一帯の交通が遮断されるなど、当時の山岳救助としては異例の大捜索となり、各メディアで大々的に報じられた。
現在、日仏山岳交流の橋渡しとして、園部勝、深田良一、岡部勝、羽鳥裕治、神田和臣、本木孝幸、小笠原豊、櫻井正巳、大森義昭、ら有志と日本モンブランクラブを設立し活動する傍らその他の有志数名と、国際山岳救助委員会（IKAR-CISA）日本組織設立に力を尽くす。